# Ciutat de la Literatura
Ciutat de la Literatura és la denominació d'un Programa de la UNESCO que forma part de la seva Xarxa de Ciutats Creatives, la qual va ser llançada el 2004. La Xarxa va néixer a partir de la iniciativa Aliança Global per a la Diversitat Cultural de la mateixa UNESCO, creada el 2002. El seu objectiu és "promoure el desenvolupament social, econòmic i cultural de ciutats tant del món desenvolupat com del món en desenvolupament." Les ciutats de la xarxa promouen el seu propi entorn creatiu local i responen a l'objectiu de la UNESCO de promoure la diversitat cultural.
Un aspecte important del concepte de "Ciutat creativa" és que les ciutats fomentin partenariats públicoprivats, en especial promovent el potencial emprenedor i creatiu d'empreses petites. La literatura és només una de diverses categories de Ciutats Creatives. Altres inclouen la música, la cinematografia, les arts digitals, la gastronomia, i l'artesania i les arts populars.
La primera Ciutat de la Literatura va ser Edimburg, el mateix any 2004. De fet, va ser la pròpia ciutat d'Edimburg la que va promoure la iniciativa de la creació de la Xarxa, incorporant, a proposta del Regne Unit, el punt "Networks of Creative Cities within the Global Alliance for Cultural Diversity" en l'agenda del 170è Consell Executiu de la UNESCO de l'octubre d'aquell any.

## Criteris per a ser Ciutat de la Literatura
Per ser aprovada com a Ciutat de la Literatura, una ciutat ha de satisfer una sèrie de criteris. En essència, aquests són:
- Qualitat, quantitat i diversitat editorial en la ciutat.
- Qualitat i quantitat dels programes educatius que es concentren en la literatura domèstica o forana en els diferents nivells educatius.
- Literatura, teatre i/o la poesia han de tenir un paper important en la ciutat.
- Han de ser sueus de festivals i esdeveniments literaris que promouen literatura domèstica i forana.
- Existència de biblioteques, llibreries i centres culturals, públics o privats, que conserven, promouen i disseminen literatura domèstica i forana.
- Implicació pel sector editorial en la traducció d'obres literàries de llengües nacionals diverses estrangeres.
- Implicació activa de mitjans de comunicació, tradicionals i nous, en la promoció de la literatura i l'enfortiment del mercat per a productes literaris.

## Barcelona, Ciutat de la Literatura
El 15 de juliol de 2015 Barcelona va oficialitzar davant la UNESCO la seva candidatura presentant-hi el formulari oficial. La candidatura posava en valor els antecedents que demostren que Barcelona és una ciutat de literatura: l'Any del Llibre i la Lectura del 2005; la presència de la cultura catalana a la Fira de Frankfurt del 2007 i la de Barcelona al Saló del Llibre de París del 2013. També s'hi citava el fet que, des del 2007, Barcelona sigui una ciutat refugi d'escriptors perseguits. I com a fet més notable, la cita anual de la Diada de Sant Jordi.
Per a la candidatura i el procés que se'n segueix, l'Ajuntament de Barcelona ha creat un Consell Promotor involucrant-hi tot el sector de la literatura de la ciutat. A més de l'Institut de Cultura de Barcelona, en són socis col·laboradors l'Institut Ramon Llull, la Institució de les Lletres Catalanes i el Consorci de Biblioteques de Barcelona, a més de comptar amb un ampli ventall d'organismes, institucions i empreses del sector.
L'11 de desembre de 2015, la Directora General de la UNESCO, Irina Bokova, va anunciar la designació de 47 ciutats de 33 països com a noves integrants de la Xarxa de ciutats creatives de la UNESCO, de les quals 9 s'incorporaven a la categoria de Ciutats de la Literatura, Barcelona entre elles.

## Ciutats de la Literatura
- Edimburg, Escòcia (2004)
- Iowa City, Iowa, Estats Units (2008)
- Melbourne, Victòria, Austràlia (2008)
- Dublín, Irlanda (2010)
- Reykjavík, Islàndia (2011)
- Norwich, Anglaterra (2012)
- Cracòvia, Polònia (2013)
- Dunedin, Nova Zelanda (2014)
- Granada, Espanya (2014)
- Heidelberg, Alemanya (2014)
- Praga, República Txeca (2014)
- Bagdad, Iraq (2015)
- Barcelona, Catalunya (2015)
- Ljubljana, Eslovènia (2015)
- Lviv, Ucraïna (2015)
- Montevideo, Uruguai (2015)
- Nottingham, Regne Unit (2015)
- Óbidos, Portugal (2015)
- Tartu, Estònia (2015)
- Uliànovsk, Rússia (2015)
- Bucheon, Corea del Sud (2017)
- Durban, Sud-àfrica (2017)
- Lillehammer, Noruega (2017)
- Manchester, Regne Unit (2017)
- Milà, Itàlia (2017)
- Ciutat de Quebec, Canadà (2017)
- Seattle, Estats Units (2017)
- Utrecht, Països Baixos (2017)
- Angulema, França (2019)
- Beirut, Líban (2019)
- Exeter, Regne Unit (2019)
- Kuhmo, Finlàndia (2019)
- Lahore, Pakistan (2019)
- Leeuwarden, Països Baixos (2019)
- Nanquín, Xina (2019)
- Odessa, Ucraïna (2019)
- Silêmanî, Iraq (2019)
- Wonju, Corea del Sud (2019)
- Breslau, Polònia (2019)
- Göteborg, Suècia (2021)
- Jakarta, Indonèsia (2021)
- Vílnius, Lituània (2021)